# Научный центр неврологии
«Научный центр неврологии» — российский государственный научно-исследовательский институт в области неврологии, занимающийся исследованиями мозга человека, лечением поражений мозга.
Создан 1 апреля 1945 года в Москве как Научно-исследовательский институт неврологии Академии медицинских наук СССР.
Полное наименование юридического лица — Федеральное государственное бюджетное научное учреждение «Научный центр неврологии».
Учредитель — Российская академия наук (до 2013 года Российская академия медицинских наук).
Центр расположен по адресу: 125367, г. Москва, шоссе Волоколамское, дом 80.

## История
Научно-исследовательский институт неврологии Академии медицинских наук СССР был создан 1 апреля 1945 года в Москве.
Научный центр неврологии — научное, лечебно-диагностическое заведение в области неврологии. В 1953 году из части института был создан НИИ полиомиелита и вирусных энцефалитов имени М. П. Чумакова РАМН.
Институт (научный центр) имеет современную диагностическую базу. Сотрудники института занимаются диагностикой, лечением и профилактикой  заболеваний нервной системы (инсульта, сосудистой деменции, болезни Паркинсона, демиелинизирующих заболеваний, полиневропатий и др.).
В 2006 году проводилась реорганизация НИИ неврологии РАМН. К нему был присоединен НИИ мозга РАМН. Таким образом, на базе двух институтов был создан Научный центр неврологии.
В 2011 году Научный центр неврологии РАМН стал Федеральным государственным бюджетным учреждением «Научный центр неврологии» Российской академии медицинских наук.
За годы работы центра и во входящих в него институтах проводилась работа по лечению и профилактике  энцефалит и полиомиелита, исследовались пути лечения заболеваний нервной системы. Здесь были созданы  первые отечественные аппараты искусственной вентиляции легких.
Научный центр оказывает медицинскую помощь в областям медицины: 
- неврология (весь спектр неврологических заболеваний, синдром Гийена — Барре, миастенические и холинергические кризы и др.);
- нейрохирургия (имплантация внутримозговых стимуляторов при болезни Паркинсона, стереотаксические операции на головном мозге и др.);
- сердечно-сосудистая хирургия (операции на сонных артериях, позвоночных артериях, на брюшной аорте, висцеральных и почечных артериях и др.);
- нейрореабилитация.

## Структура
В состав «Научного центра неврологии» входят 5 институтов: 
Институт клинической и профилактической неврологии, в состав которого входят:
- 1-е неврологическое отделение
- 2-е неврологическое отделение с лабораторией кардионеврологии
- 3-е неврологическое отделение
- 5-е неврологическое отделение с молекулярно-генетической лабораторией
- 6-е неврологическое отделение
- Отделение анестезиологии-реанимации с палатами реанимации и интенсивной терапии
- Приемное отделение
- Консультативно-диагностическое отделение
- Отделение дневного стационара
- Отдел лучевой диагностики
- Отдел лабораторной диагностики
- Лаборатория ультразвуковых исследований
- Лаборатория клинической нейрофизиологии
- Лаборатория клинических исследований лекарственных препаратов и медицинских изделий

Институт функциональной нейрохирургии, в состав которого входят:
- 1-е нейрохирургическое отделение
- 2-е нейрохирургическое отделение
- Отделение рентгенхирургических методов диагностики и лечения
- Отделение челюстно-лицевой хирургии
- Отделение травматологии и ортопедии

Институт нейрореабилитации и восстановительных технологий, в состав которого входят:
- Лаборатория по созданию нейрореабилитационных высокотехнологичных устройств
- Группа неинвазивной нейромодуляции
- Группа нейроинтерфейсов
- Группа валидации международных шкал и опросников
- Отдел исследований сознания и памяти
- Отделение медицинской нейрореабилитации и физиотерапии

Институт мозга, в состав которого входят:
- Лаборатория нейробиологии и тканевой инженерии
- Лаборатория экспериментальной и трансляционной нейрохимии
- Лаборатория цитоархитектоники и эволюции мозга
- Лаборатория возрастной физиологии мозга и нейрокибернетики
- Лаборатория нейроморфологии
- Лаборатория функциональной синаптологии
- Лаборатория экспериментальной патологии нервной системы и нейрофармакологии

Институт медицинского образования и профессионального развития
Многопрофильный клинико-диагностический центр (МКДЦ)

Подготовка научных кадров для «Научного центра неврологии» ведётся в ординатуре и аспирантуре по неврологии, рентгенологии и нейрохирургии.

## Руководство
В разное время директорами центра были:
- академик АМН СССР Н. И. Гращенков (1945—1948);
- академик АМН СССР Н. В. Коновалов (1948—1966);
- академик АМН СССР Е. В. Шмидт (1966—1985);
- академик РАМН Н. В. Верещагин (1985—2003);
- академик РАН З. А. Суслина (2003—2014);
- академик РАН М. А. Пирадов (с 2014 года).